# Історія Любашівки

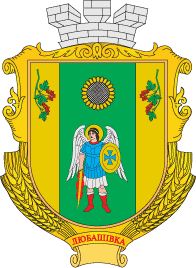
Герб селища

Любашівка — районний центр у Одеській області поблизу однойменної залізничної станції.

## Давні часи
На території селища (біля нинішньої лікарні) знайдено стоянку людей бронзової доби. Неподалік витоків річки Чичиклія виявлено сліди прадавніх пам'яток Трипільської культури, зокрема, знаряддя з кременя, кераміку з відмуленої глини зі слідами чорної фарби.
У 14 — 17 століттях навколишня територія була малозаселеною частиною так званого Дикого поля.

## Заснування
Населений пункт заснований приблизно у середині 18 століття.. Перше поселення з'явилося обабіч Довгенької балки, від якої й пішла початкова назва поселення — Довгеньке. В 1795 році тут разом з навколишніми хуторами Миколаївка та Софіївка було 163 двори (638 душ чоловічого населення).

## У складі Російської імперії
29 грудня 1791 року (9 січня 1792 року) Ясським миром закінчилася російсько-турецька війна й до царської Росії приєднані території між Південним Бугом і Дністром. Після цього пожвавилося заселення цих земель.
Вже в 1808 році постала православна громада, а з 1811 — храм Св. Михаїла. В акті першого десятиріччя XIX ст. Любашівка згадується як володіння сотника Демида і поручика Тараса Васильєвих, дітей Любашовських, а також сотника Данила Павлюка, у яких було 5975 десятин власної землі. Село Софіївка, де розташовувалась економія панів Любинських (зараз це територія школи № 1), налічувало в той час 99 дворів і 750 жителів.
У 1847 році Любашівка стала волосним центром Ананьївського повіту Херсонської губернії зі статусом містечка. У 90-х роках тут були церква, три крамниці, постоялий двір, а також дві корчми. В 1 верстві від станції Любашівка знаходився маєток німця Крауза, де проживало в 1896 році 15 жителів.
У 1865 році відкрито першу школу, а з 1884 року існував фельдшерський пункт. У 1868 році поряд пройшла залізниця, що сполучала Одесу з Ольвіополем через Балту. На відстані верстви від села збудували залізничну станцію, а навколо неї — будинки залізничників.
У організації земсько-медичної допомоги населенню Ананьївського повіту у 1897 році відбулися суттєві зміни. Згідно постанови повітових земських зборів 1896 року в повіті закрито 8 самостійних фельдшерських пунктів (Гвоздавський, Любашівський, Маринівський, Миколаївський
2-й, Ново-Павлівський, Свято-Троїцький, Ставровський, Ширяївський). Замість них відкрито 2 нових лікарняних дільниці: Свято-Троїцьку і Гвоздавську. До складу Свято-Троїцької дільниці увійшла вся Свято-Троїцька волость і частина 1-ї Миколаївської, Коханівської, Любашівської та Новопавлівської. До Гвоздавської дільниці увійшла вся Гвоздавська волость, Новогеоргіївська (крім села Майнове), частина Новопавлівської і Любашівської волостей та село Криве Озеро (Врадіївської волості). Відкриту в кінці січня Свято-Троїцьку дільницю ввірено М. М. Ментову. Відкритою 23 січня Гвоздавською дільницею призначено завідувати Б. О. Модржевського (переведено з Липецької дільниці).

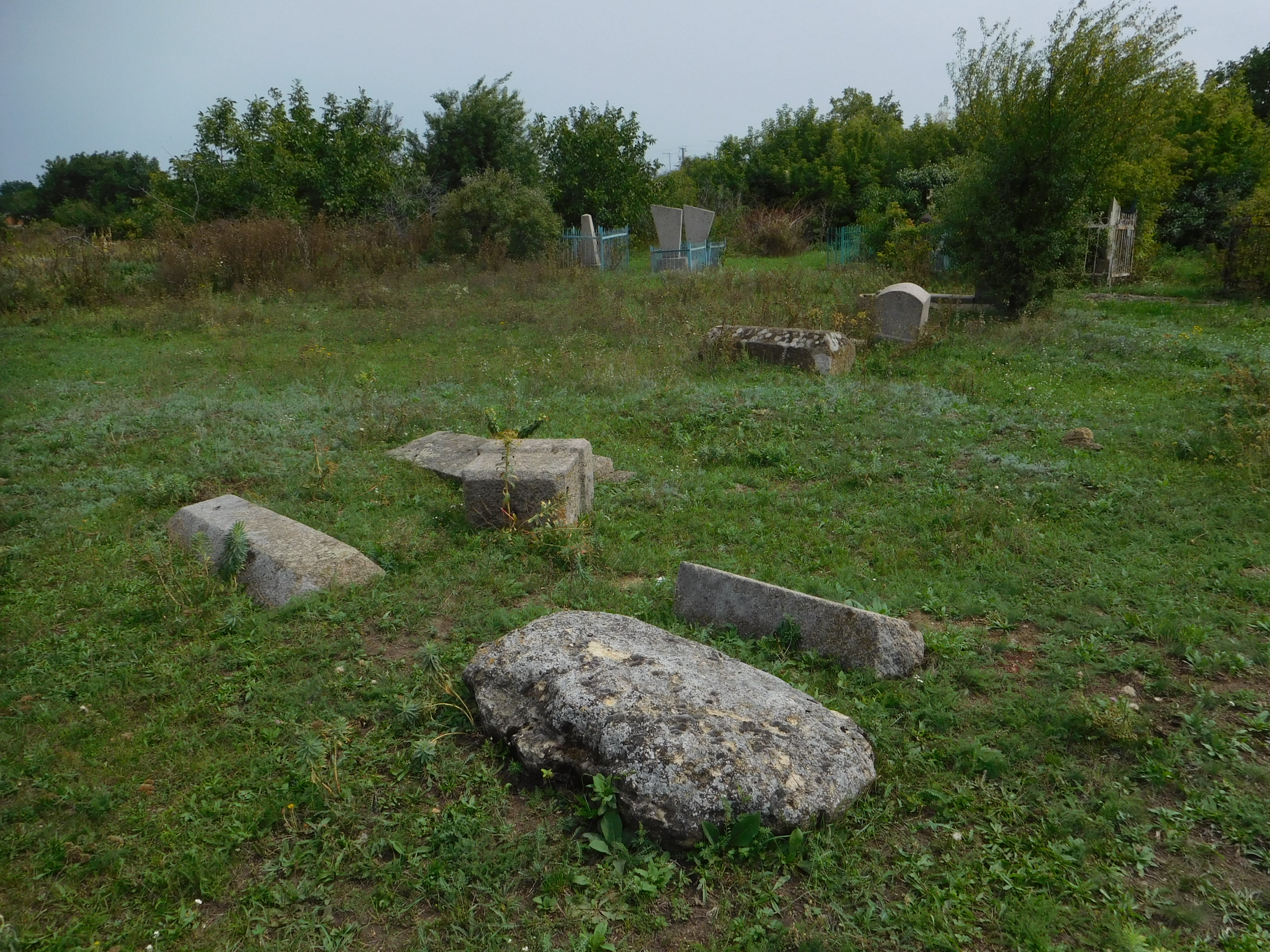
Занедбане єврейське окописько у Любашівці

На початку століття зароджувалися капіталістичні стосунки у Російській імперії й зазнала суттєвих змін економіка. У містечку діяли 2 парових млини, цегельня, корчма, лавки, винні льохи, залізнична станція. Тут мешкала значна єврейська громада. До нашого часу збереглися деякі пам'ятники старого єврейського кладовища в центрі селища.
У 1905 році створено лікарську дільницю та земську лікарню на 10 ліжок, у якій працювало двоє лікарів. У 1910 році до Любашівки приєднали Софіївку. Пізніше до них приєдналось село Миколаївка.

## У 20-му столітті
Після повалення монархії у 1917 році владу поступово перебрали прихильники Української Центральної Ради, а з листопада 1918 року — петлюрівці. У березні 1919 року владу захопили червоні. У серпні 1919 року Любашівкою збройним шляхом заволоділи денікінці. Жертвами стало близько 200 мешканців. У лютому 1920 року владу остаточно узурпували комуністи.
З часу радянської окупації Любашівка була центром волості Балтського повіту Одещини (1921), а з 1923 року короткочасно перебувала у Троїцькому та Ясенівському районах Балтського округу. Також Любашівці вигадали російський варіант назви: Любашєвка (або Любашьовка). З 1926 року й дотепер — центр Любашівського району.
У 1929 році відкрилася семирічна школа, яка в 1935 році перетворена на середню. Також працювало кілька початкових шкіл.
Під час злочинного Голодомору 1932–1933 рр. більшовики планомірно винищили велику кількість мешканців Любашівки. По Любашівському району тільки офіційно зареєстровано 2071 випадок опухання на ґрунті голоду і 737 смертельних випадків з цієї ж причини. Мало місце знаходження неідентифікованих трупів на дорогах, а також встановлені випадки людоїдства. Поховання жертв здійснювалося у братських безіменних могилах без пам'ятників неподалік старого кладовища біля базару. У спорожніли хати здійснювалося поселення росіян з Нечорнозем'я.
На початок 1940-х років селяни титанічною працею фактично задарма, не маючи паспортів, побудували елеватор, маслозавод, 3 механічних млини, майстерні МТС, взуттєву артіль, швейну артіль, 2 цегельні, райпромкомбінат. Були електрифіковані громадські будівлі.
Під час Другої Світової війни село було реокуповане німецько-румунськими військами. Близько 350 мешканців вони знищили в яру біля цегельного заводу. 30 березня 1944 року руками військ 2-го Українського фронту (13 гвардійська дивізія 5 армії ЗС СРСР) здійснено заміну окупаційного режиму на радянський.
Любашівку не оминуло нагородження мешканців радянськими орденами К. М. Волощука, О. Т. Лященко. Іменем Волощука називалася середня школа № 1, де він свого часу навчався.
За радянських часів містечко перетворилося на селище міського типу (1957 рік) і стало найбільшим населеним пунктом району. Було створено ряд невеликих підприємств (РТП, цегельний завод, консервний завод, коконосушарка, кілька ферм, сільгоспхімія). Підприємства не переоснащувалися, і у 1990-х роках їх подальше існування без великих вкладень стало невигідним.
За роки існування колгоспу «Зоря комунізму» в Любашівці 7 осіб за свою самовіддану працю були нагороджені відзнаками Героїв Соціалістичної Праці:
- Коломийченко Д. Я. — бригадир рільничої бригади (нагороджений у 1949 році)
- Любинська О. І. (нагороджена в 1949 році)
- Бовкун Г. П. (нагороджена в 1949 році)
- Коломийченко О. Є. (нагороджена в 1949 році)
- Лук'яненко Н. Ф. (нагороджена в 1949 році)
- Овчар Є. Л. — голова господарства (нагороджений у 1965 році)
- Сухарчук М. Г. — бригадир (нагороджений у 1971 році)

## У Незалежній Україні
Понад 90% мешканців Любашівки виказало свою підтримку Незалежності України на референдумі 1991-го року.
У Любашівці мешкає Якубець Іван Миколайович — український військовик, полковник запасу, командувач Аеромобільних військ України (1998–2005), учасник бойових дій в Косово.

## Сучасність
Зараз Любашівка відома як пункт на автотрасі Київ — Одеса (міжміська автостанція розташована в мікрорайоні «ДРП»). В селищі розташовані Любашівська багатопрофільна лікарня інтенсивного лікування — багатопрофільна лікарня, і дві середніх школи (школа-ліцей та школа-гімназія), 2 дитсадки, музична школа, ДЮСШ, будинок культури, стадіон, кінотеатр, метеорологічна станція, бібліотека, відділення Ощадбанку, «Приватбанку», православна церква. Є пам'ятники воїнам ВВВ, пам'ятні знаки воїнам-афганцям, загиблим міліціонерам, жертвам Голодомору та жертвам Чорнобиля. Любашівка відома вмінням жителів виробляти справжню українську ковбасу.